# Otto Bennemann
Otto Bennemann (* 27. September 1903 in Braunschweig; † 22. Mai 2003 ebenda) war ein deutscher Politiker (SPD).

## Zwischen Kaiserreich und Emigration
Otto Bennemann – Sohn eines Schlossers – absolvierte nach der Volksschule eine kaufmännische Lehre beim Braunschweiger Stromversorgungsunternehmen Überlandwerk, arbeitete anschließend als Industriekaufmann und schloss sich 1922 dem Zentralverband der Angestellten (ZdA) an. Im November 1923 wurde Otto Bennemann Mitglied der SPD und engagierte sich bei den Jungsozialisten. Über Personen aus diesem Umfeld kam er in Kontakt mit dem 'Internationalen Jugendbund' (IJB), von wo ihn sein Weg zum Internationalen Sozialistischen Kampfbund (ISK) führte. Er war seit 1926 ISK-Mitglied, Schriftleiter und Kassierer des ISK-Ortsvereins Braunschweig.
Über die politische Bildungsarbeit des ISK, die im Landerziehungsheim Walkemühle stattfand, lernte er Franziska Stellmacher kennen. 1934 heirateten die beiden, die seit der Machtergreifung auch im Widerstand aktiv waren.
Otto Bennemann wurde vor einer anstehenden Verhaftung gewarnt und ging in den Untergrund. „Er versteckte sich zunächst in Berlin und konnte dann auf abenteuerlichen Wegen über die Schweiz und einen mehrwöchigen Aufenthalt in Paris [1938] nach England emigrieren. Geholfen haben ihm die Kontakte zu einer Gruppe des MSI (Militant Socialist International), der englischen Gruppe des ISK.“ 1939 konnte auch Franziska Bennemann nach England emigrieren.

Während Franziska Bennemann in England bleiben konnte und dort von 1939 bis 1946 als Technische Zeichnerin arbeitete, wurde ihr Mann 1940 als Enemy Alien interniert und nach Australien deportiert. Als er 1942 aus Australien zurückkehren konnte, hatte Franziska Bennemann bereits dafür gesorgt, dass er seit 1941, also noch als Internierter, mit einer Ausnahmegenehmigung Mitglied im sich neu formierenden Zusammenschluss des Trade Union Centre for German Workers in Great Britain geworden war. Nach seiner Rückkehr aus Australien im Februar 1942 engagierte sich Bennemann in der Union deutscher sozialistischer Organisationen in Großbritannien.

„Über Willi Eichler, führendes ISK-Mitglied und Mitarbeiter in der ›Union‹, war Bennemann im Sommer 1944 in Kontakt zu einer Unterabteilung des amerikanischen Nachrichtendienstes gekommen, zum Labor Desk of the Office for Strategic Services (OSS). Er wurde dort für die Rückkehr nach Deutschland intensiv geschult.
Am 12. April 1945 war die Stadt Braunschweig von den Amerikanern besetzt worden. Am 16. April 1945 verließ Otto Bennenıann London und reiste in der Uniform eines amerikanischen GI in einer kleinen Gruppe über Brüssel und Maastricht, bis er am 24. Mai 1945 in Hannover eintraf - für ihn das Ende eines siebenjährigen Exils. Ab September 1945 wohnte er wieder in Braunschweig.“

## Politik in Zeiten des Wiederaufbaus
Nach dem Kriegsende beteiligte sich Bennemann am Wiederaufbau der SPD. Er war nach 1945 Ratsherr der Stadt Braunschweig und 1946 Mitglied des Ernannten Braunschweigischen Landtages (21. Februar 1946 bis 21. November 1946). 1947 wurde er in den Niedersächsischen Landtag gewählt, dem er zwischen der 1. bis 7. Wahlperiode vom 20. April 1947 bis 20. Juni 1974 angehörte. Er war stellvertretender Vorsitzender der SPD-Landtagsfraktion vom 6. Mai 1955 bis 5. Mai 1959.
Vom 17. Dezember 1948 bis zum 3. Dezember 1952 sowie vom 15. Dezember 1954 bis zum 27. Mai 1959 amtierte er als Oberbürgermeister der Stadt Braunschweig. Zudem zählte er zu den Autoren des Godesberger Programms der SPD.
Bennemann wurde am 12. Mai 1959 als niedersächsischer Innenminister in die von Ministerpräsident Hinrich Wilhelm Kopf geführte niedersächsische Landesregierung berufen und gehörte seit 1961 auch der von Ministerpräsident Georg Diederichs geleiteten Folgeregierung an. Am 5. Juli 1967 endete sein Amt in der Landesregierung aus Altersgründen. Sein Nachfolger wurde Richard Lehners.
Das Grab von Otto Bennemann und seiner Ehefrau befindet sich auf dem Braunschweiger Stadtfriedhof.

## Stiftungen
Nach dem Ehepaar Bennemann ist die Otto-und-Franziska-Bennemann-Stiftung benannt. Sie wurde 1990 „zur Förderung und Forschung über Idee und Gestaltung der demokratisch-sozialen Rechtsordnung und ihrer ethisch fundierten Grundwerte“ errichtet, die ihren Sitz in Bonn hat. 1994 errichtete Bennemann als 91-Jähriger in seiner Heimatstadt zusätzlich die „Otto-Bennemann-Stiftung Braunschweig“. Diese fördert über das Georg-Eckert-Institut für internationale Schulbuchforschung, das Internationale Haus Sonnenberg und die Lebenshilfe.

## Mitgliedschaften
- Aufsichtsratsmitglied der Ilseder Hütte in Peine;
- Verwaltungsratsmitglied der Niedersächsischen Landesbank-Girozentrale in Hannover;
- Vorstandsmitglied der Philosophisch-Politischen Akademie bis 1995.

## Ehrungen
- Ehrensenator der Technischen Hochschule Braunschweig, 1959
- Großes Bundesverdienstkreuz mit Stern und Schulterband, 1965
- Niedersächsische Landesmedaille, 1968
- Ehrenbürgerschaft der Stadt Braunschweig, 1968[5]
- Im Sommer 2005 wurde in Braunschweig die frühere BBS 3 – Alte Waage und Blasiusstraße – in Otto-Bennemann-Schule umbenannt.
- Ende 2008 wurde die Bennemannstraße als neue Straße im Östlichen Ringgebiet in Braunschweig nach Otto und Franziska Bennemann benannt.